# Paris-Roubaix de 1925
A 26.ª Paris-Roubaix teve lugar a 12 de abril de 1925 e foi vencida pelo belga Félix Sellier. Desconhece-se a posição exacta dos 27 ciclistas que finalizaram a corrida a partir da sétima posição.

## Classificação final
|   | Ciclista         | Equipa           | Tempo |
| - | ---------------- | ---------------- | ----- |
| 1 | Félix Sellier    | Alcyon-Dunlop    |       |
| 2 | Pietro Bestetti  | Wolsit - Pirelli |       |
| 3 | Jules Van Hevel  | Wonder           |       |
| 4 | Pietro Linari    | Legnano-Pirelli  |       |
| 5 | Henri Suter      | Griffon          |       |
| 6 | Adelin Benoit    | Thomann          |       |
| 7 | Jean Debusschere | Alcyon-Dunlop    |       |